# Il mostro
Il mostro es una película italiana de 1977 dirigida por Luigi Zampa.
A caballo entre el giallo y la comedia, esta película peca por apartarse del estilo y las formas convencionales del giallo.
La película ofrece una historia muy elaborada, que muestra los auténticos motivos que un psicópata asesino puede tener para matar. A pesar de su ignota existencia es un film muy recomendable con una maravillosa banda sonora de Ennio Morricone.

## Sinopsis
Una periodista medio frustrada que firma con el seudónimo de “Condesa Esmeralda”, recibe una carta en la que se anuncia un asesinato. A este le seguirán otros más y los homicidios serán investigados. Pero no es una película realista, es una apología sobre la violencia. El monstruo, dice Luigi Zampa, no es tal o cual personaje es la violencia en la sociedad, los medios de comunicación y la familia.